# Wò hǔ cáng lóng
El tigre y el dragón o Tigre y dragón (en chino, 卧虎藏龙; pinyin, Wò hǔ cáng lóng; literalmente, ‘Tigre agazapado, dragón escondido’) es una película wuxia (de acción, aventuras y artes marciales) dirigida por Ang Lee en 2000. Es una coproducción de China, Hong Kong, Taiwán y Estados Unidos, protagonizada por Chow Yun-Fat, Michelle Yeoh, Zhang Ziyi y Chang Chen.
Está basada en Tigre agazapado, dragón escondido, la cuarta novela de la llamada Pentalogía de Hierro, escrita por Wang Dulu. La coreografía de las escenas de acción de la película fue realizada por Yuen Wo Ping.
Con un presupuesto de 15 millones de dólares y con diálogos en chino mandarín, Tigre y dragón tuvo un gran éxito internacional. Recaudó 128 millones de dólares sólo en Estados Unidos, donde las películas extranjeras raramente son aceptadas por el público. La película fue candidata a multitud de premios en todo el mundo, incluido el Óscar del cual recibió diez nominaciones incluyendo mejor película convirtiéndola en la séptima película de habla no inglesa (y la primera película taiwanesa) en recibir dicha nominación,  también se convirtió en la  tercera película de habla no inglesa  en recibir una nominación simultánea en las categoría de Mejor película y Mejor película extranjera, siendo la anterior La vida es bella en 1998 y es junto con la película mexicana Roma  el filme de habla no inglesa con más nominaciones en la historia del Óscar, también es junto a la película sueca Fanny y Alexander y la surcoreana Parásitos las película de habla no inglesa que más premios Óscar han ganado, con 4, entre ellos el Óscar a la mejor película extranjera. Cabe destacar también la aclamada banda sonora realizada por el compositor Tan Dun.

## Argumento
Aunque es una historia ficticia, está situada en el periodo de la Dinastía Qing en China, aproximadamente durante el reinado del Emperador Kangxi (alrededor de 1680).
Cuando cualquiera de los tres protagonistas combate, se puede apreciar cómo salta a los tejados, corre sobre el agua y se mueve con una facilidad sobrehumana, pero estos poderes son explicados gracias al entrenamiento y al conocimiento secreto de la escuela de artes marciales de Wudang.
La historia se centra en dos experimentados y legendarios expertos en artes marciales, Li Mu Bai (Chow Yun-Fat) y Yu Shu Lien (Michelle Yeoh). Ambos estaban enamorados, pero, ya que en el pasado Shu Lien había sido prometida al "hermano" (el mejor amigo) de Mu Bai, el cual murió, ambos decidieron no unirse, por fidelidad al difunto. Mientras tanto, Jen (Zhang Ziyi), hija de una aristócrata manchú, anhelaba vivir aventuras, en vez de ser simplemente una mujer de la corte. En el pasado ella se había enamorado de Lo (Chang Chen), un bandido del desierto, quien le relató una antigua leyenda sobre un guerrero que no murió a pesar de haberse lanzado a un abismo, puesto que su corazón era puro. Jen era aprendiz secreta de la malvada guerrera Jade Fox (interpretada por la veterana Cheng Pei-pei), de quien Mu Bai había jurado vengarse, ya que había matado a su maestro (el cual se había negado a enseñar a Jade Fox el arte de Wudang). Mu Bai fue en busca de su legendaria Jian, la El Destino Verde, que había sido robada por Jen. Esta luchó contra Li Mu Bai en varias ocasiones, pero él rechazó matarla porque quería entrenarla como aprendiz. También luchó contra Shu Lien, quien intentaba inculcarle los valores del amor y la amistad. Jen era testaruda y, obsesionada por su amor prohibido por Lo, rechazaba la ayuda ofrecida por Li Mu Bai y Yu Shu Lien.
Jade Fox, mediante traición y mañas arteras, consiguió matar a Mu Bai, pero acabó muriendo también ella, no sin antes confesar que su intención era matar a su discípula, pues al verla luchar supo que estaba instruida en el arte de Wudang. Por su parte, antes de morir Mu Bai, él y Shu Lien se confesaron su amor.
Asimismo, Jen fue informada de que Lo la esperaba en el monasterio taoísta de los Montes Wudang, donde se hallaba a salvo de la familia de ella. Allí, Jen, contemplando la inmensidad desde un puente, animó a Lo a pedir un deseo, a lo que él respondió «No separarnos nunca tú y yo». Por toda respuesta, ella se lanza al abismo, perdiéndose en la niebla.

## Reparto
- Chow Yun-fat como Li Mu Bai.
- Michelle Yeoh como Yu Shu Lien.
- Zhang Ziyi como Jen Yu.
- Chang Chen como Lo "Nube oscura".
- Cheng Pei-pei como Jade Fox.
- Sihung Lung como Sir Te.
- Li Fazeng como Gobernador Yu.
- Gao Xi'an como Bo.
- Hai Yan como Madam Yu.

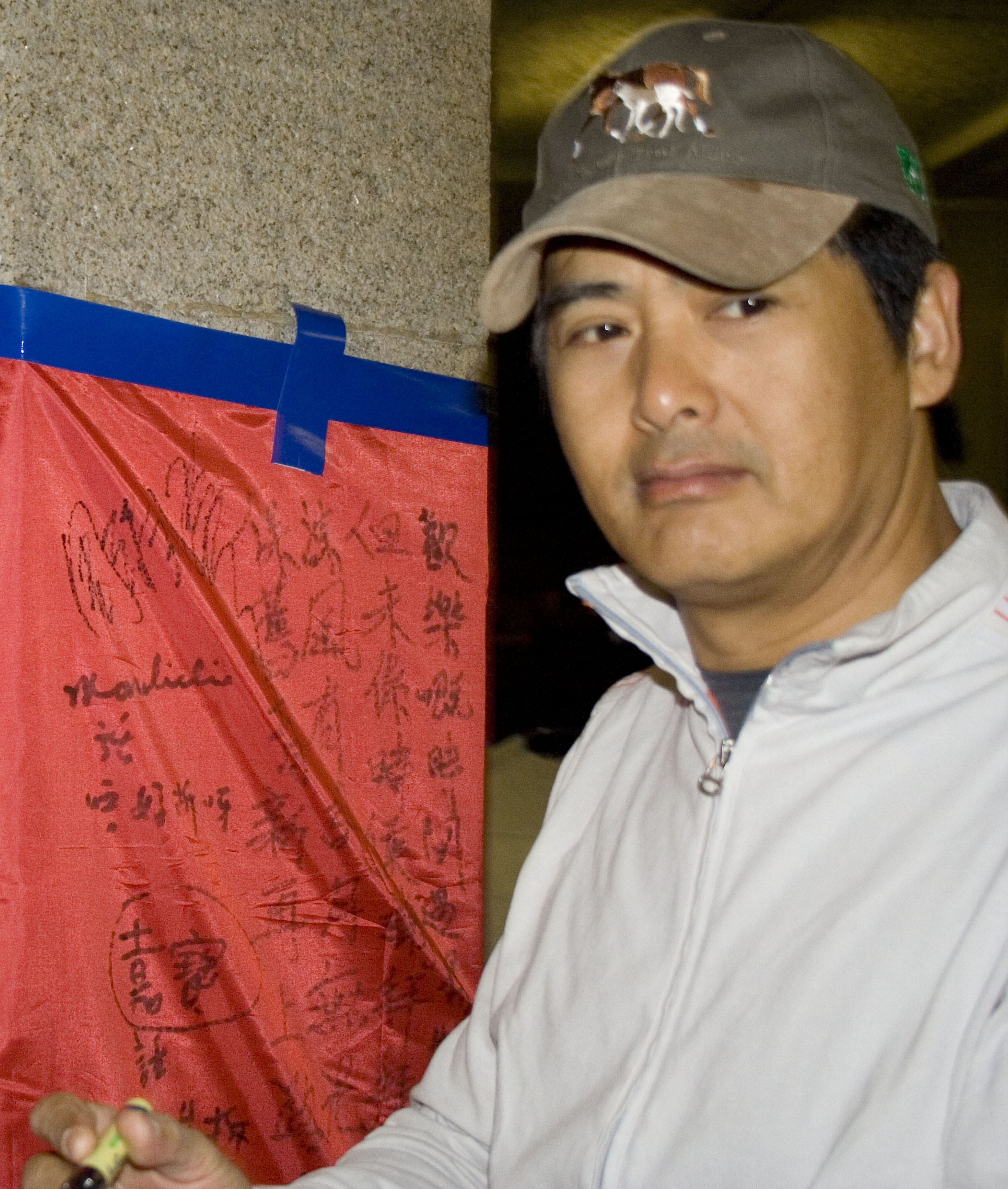
Actor Chow Yun-Fat interpreta a Li Mu Bai

- Wang Deming como El inspector Tsai / Cai Qiu.
- Li Li como May, hija de Tsai.
- Huang Suying como Tía Wu.
- Yang Rui como Criada.
- Li Kai como Gou Jun Pei.
- Feng Jianhua como Gou Jun Sinung.
- Ma Zhongxuan como Mi Biao.
- Li Baocheng como Fung Machete Chang.
- Yang Yongde como Monje Jing.
- Zhang Shaocheng como Nightman.

## Temas e interpretaciones

### Título
El nombre de "Tigre agazapado, dragón escondido" ("Tigre y dragón") es una traducción literal del idioma chino "臥虎藏龍", que describe un lugar o situación que está lleno de maestros imperceptibles. Proviene de un poema del antiguo poeta chino Yu Xin (513-581) en el que se lee "暗石疑藏虎,盤根似臥龍", que significa "detrás de la roca en la oscuridad probablemente se esconde un tigre y la gran raíz que se retuerce se asemeja a un dragón agazapado". El último carácter de los nombres Xiaohu y Jiaolong significa "tigre" y "dragón", respectivamente.

## Producción

### Rodaje
La película se rodó en localizaciones de Pekín, así como en Anhui, Hebei, Jiangsu y Xinjiang, todas ellas provincias de China. La primera fase de rodaje fue en el desierto de Gobi donde constantemente llueve.

### Banda sonora
Compuesta por Tan Dun, fue interpretada originalmente por la Shanghái Symphony Orchestra, la Orquesta Nacional de Shanghái y el Conjunto de percusión de 
Shanghái. También cuenta con muchos pasajes solistas para violonchelo interpretados por Yo-Yo Ma. El último tema ("Un amor antes de tiempo") cuenta con Coco Lee. La música de toda la película fue producida en dos semanas.

### Distribución
La película fue distribuida por Sony Pictures en la mayoría de los países, Laurenfilms en España, Warner Bros. en Francia, Bim Distribuzione en Italia, Arthaus en Alemania, Sandrew Metronome en Escandinavia y Sony Classics en Norteamérica.

## Taquilla
La película se estrenó en los cines el 8 de diciembre de 2000, en versión limitada dentro de los EE. UU. Durante su primer fin de semana, la película se estrenó en el puesto 15, ganando en total $ 663.205 en el negocio, que muestra a las 16 ubicaciones. El 12 de enero de 2001 se estrenó a escala nacional en EE. UU., recaudando un total de $ 8.647.295 y situándose en el sexto lugar. A nivel internacional, la película tuvo unos ingresos adicionales de $ 85.446.864 en el resto del planeta, alcanzando un total combinado de $ 213.525.736. Para el conjunto del año 2000, la película iba a clasificar de forma acumulativa en una posición de desempeño de taquilla en todo el mundo.

## Premios y nominaciones
| Fecha         | Premio        | Categoría                 | Receptor(es)                              | Resultado |
| ------------- | ------------- | ------------------------- | ----------------------------------------- | --------- |
| Marzo de 2001 | Premios Óscar | Mejor película            |                                           | Nominada  |
| Marzo de 2001 | Premios Óscar | Mejor director            | Ang Lee                                   | Nominado  |
| Marzo de 2001 | Premios Óscar | Mejor guion adaptado      | Wang Hui Ling James Schamus Tsai Kuo Jung | Nominada  |
| Marzo de 2001 | Premios Óscar | Mejor película extranjera |                                           | Ganadora  |
| Marzo de 2001 | Premios Óscar | Mejor banda sonora        | Tan Dun                                   | Ganadora  |
| Marzo de 2001 | Premios Óscar | Mejor canción             | James Schamus                             | Nominada  |
| Marzo de 2001 | Premios Óscar | Mejor fotografía          | Peter Pau                                 | Ganadora  |
| Marzo de 2001 | Premios Óscar | Mejor diseño de vestuario | Tim Yip                                   | Nominada  |
| Marzo de 2001 | Premios Óscar | Mejor dirección artística | Tim Yip                                   | Ganadora  |
| Marzo de 2001 | Premios Óscar | Mejor montaje             | Tim Squyres                               | Nominada  |

| Fecha           | Premio        | Categoría                                | Receptor(es)                                                       | Resultado |
| --------------- | ------------- | ---------------------------------------- | ------------------------------------------------------------------ | --------- |
| Febrero de 2001 | Premios BAFTA | Mejor película                           | Ang Lee Bill Kong Hsu Li Kong                                      | Nominada  |
| Febrero de 2001 | Premios BAFTA | Mejor película de habla no inglesa       | Ang Lee, Bill Kong, Hsu Li Kong                                    | Ganadora  |
| Febrero de 2001 | Premios BAFTA | Premio David Lean al mejor director      | Ang Lee                                                            | Ganador   |
| Febrero de 2001 | Premios BAFTA | Mejor guion adaptado                     | Wang Hui Ling James Schamus Tsai Kuo Jung                          | Nominada  |
| Febrero de 2001 | Premios BAFTA | Mejor actriz principal                   | Michelle Yeoh                                                      | Nominada  |
| Febrero de 2001 | Premios BAFTA | Mejor actriz de reparto                  | Zang Zhiyi                                                         | Nominada  |
| Febrero de 2001 | Premios BAFTA | Mejor fotografía                         | Peter Pau                                                          | Nominada  |
| Febrero de 2001 | Premios BAFTA | Mejor sonido                             | Andrew Paul Kunin Reilly Steele Eugene Gearty Robert Fernandez     | Nominada  |
| Febrero de 2001 | Premios BAFTA | Premio Anthony Asquith a la mejor música | Tan Dun                                                            | Ganadora  |
| Febrero de 2001 | Premios BAFTA | Mejor diseño de vestuario                | Tim Yip                                                            | Ganadora  |
| Febrero de 2001 | Premios BAFTA | Mejor montaje                            | Tim Squyres                                                        | Nominada  |
| Febrero de 2001 | Premios BAFTA | Mejor diseño de producción               | Tim Yip                                                            | Nominada  |
| Febrero de 2001 | Premios BAFTA | Mejores efectos visuales                 | Rob Hodgson Leo Lo Jonathan F Strylund Bessie Cheuk Travis Baumann | Nominada  |
| Febrero de 2001 | Premios BAFTA | Mejor peluquería y maquillaje            | Man Yun Ling Chau Siu Mui                                          | Nominada  |

| Fecha         | Premio         | Categoría                                   | Receptor(es)                              | Resultado |
| ------------- | -------------- | ------------------------------------------- | ----------------------------------------- | --------- |
| Junio de 2001 | Premios Saturn | Mejor película de acción/aventuras/thriller |                                           | Ganadora  |
| Junio de 2001 | Premios Saturn | Mejor director                              | Ang Lee                                   | Nominado  |
| Junio de 2001 | Premios Saturn | Mejor guion                                 | Wang Hui Ling James Schamus Tsai Kuo Jung | Nominada  |
| Junio de 2001 | Premios Saturn | Mejor actor                                 | Chow Yun-fat                              | Nominado  |
| Junio de 2001 | Premios Saturn | Mejor actriz                                | Michelle Yeoh                             | Nominada  |
| Junio de 2001 | Premios Saturn | Mejor actriz de reparto                     | Zang Zhiyi                                | Nominada  |
| Junio de 2001 | Premios Saturn | Mejor música                                | Tan Dun                                   | Nominada  |
| Junio de 2001 | Premios Saturn | Mejor vestuario                             | Tim Yip                                   | Nominada  |